# Gustav Richard Wagner
Gustav Richard Wagner (* 10. November 1809 in Altenburg; † 5. Mai 1881 in Jena) war ein Jurist und Mitglied des Reichstages.
Wagner war der Sohn des herzoglich-sächsischen Steuerrates Johann Friedrich August Wagner und dessen Ehefrau Henriette Charlotte Christiana geborene Reichhardt. Wagner, der lutherischer Konfession war, heiratete am 28. Januar 1834 in Altenburg Maria August Waitz (* 28. Januar 1818 in Altenburg; † 30. Juli 1890 ebenda), der Tochter des herzoglich-sächsischen Kammerrates Carl Friedrich Waitz.
Wagner besuchte ab 1818 die Privatschule Kersten in Altenburg und ab 1823 das Gymnasium Fridericianum in Altenburg und studierte ab 1827 Rechtswissenschaften zuerst in Jena und dann in Erlangen, wo er 1831 auch promovierte. Während seines Studiums wurde er 1827 Mitglied der Jenaischen Burschenschaft und 1829 der Alten Erlanger Burschenschaft Germania. Von 1832 bis 1842 arbeitete er als Advokat, von 1842 bis 1862 als Landesjustizrat. Von 1862 bis 1876 war er Vizepräsident des Appellationsgerichts Altenburg, 1876 bis 1879 dessen Präsident, 1879 bis 1881 Senatspräsident des Oberlandesgerichts Jena.
1848 wurde er Hauptmann und Kompanieführer der Bürgergarde im 5. Bezirk der Stadt Altenburg, später Oberst und Kommandeur der ganzen Garde.
1849 bis 1854 war er Mitglied und Sprecher des Bürgervorstandes (Stadtparlaments) von Altenburg. 1850 war er Mitglied des Volkshauses des Erfurter Unionsparlaments. 1851 bis 1854 und 1870 bis 1879 war er Abgeordneter im Landtag von Sachsen-Altenburg. Dort war er 1851 bis 1853 Vizepräsident und 1854 und 1870 bis 1879 Landtagspräsident. Von 1867 bis 1870 war er Mitglied des Reichstages des Norddeutschen Bundes und von 1871 bis 1878 Mitglied des deutschen Reichstages für den Reichstagswahlkreis Herzogtum Sachsen-Altenburg und die Nationalliberale Partei.
Sein Sohn Karl Friedrich Richard Wagner war Bürgermeister von Plauen und hatte die Geschäftsführung des Hauptausschusses und damit den Vorsitz des Verbands Deutscher Gebirgs- und Wandervereine inne.